# Кутайсов, Александр Иванович
Граф Алекса́ндр Ива́нович Кута́йсов (30 августа [10 сентября] 1784 — 26 августа [7 сентября] 1812, под Бородином) — русский генерал-майор, сын Ивана Кутайсова, любимца императора Павла I. Погиб в Бородинском сражении.

## Биография
Из рода Кутайсовых. Благодаря фавору отца в 10 лет был записан в гвардию унтер-офицером, а в 15 лет дослужился уже до гвардии полковника.
После смерти Павла I Кутайсовы поселились в подмосковном имении Рождествено. Юный Кутайсов был влюблён в княжну Анастасию Борисовну Мещерскую, дочь хозяйки соседней усадьбы Аносино Евдокии Николаевны Мещерской.
В начале 1806 года получил чин генерал-майора. В войне 1806—1807 показал себя отважным командиром конной артиллерии. Впервые был в бою при Голымине, отличился при Эйлау и Фридланде.
После окончания военных действий, ощущая недостаток образования, Кутайсов в 1810—1811 годах взял отпуск и отправился в Европу. Он посещал в Вене и Париже лекции по фортификации, артиллерии, математике. Составил «Общие правила для артиллерии в полевом сражении».
В 1812 году был назначен начальником артиллерии 1-й армии. При её отступлении участвовал во всех арьергардных манёврах. Отличился при Островно и Смоленске. В Бородинском сражении погиб во время контратаки на батарею Раевского. Тело Кутайсова не было найдено. По воспоминаниям очевидцев, смогли выловить лишь коня генерала, с забрызганным кровью и мозговым веществом седлом. Скорее всего, храбрый начальник артиллерии был разорван ядром или картечью.
Жуковский писал о нём в знаменитой оде «Певец во стане русских воинов» (1812):
 А ты, Кутайсов, вождь младой…

 Где прелести? Где младость?

 Увы! он видом и душой

 Прекрасен был, как радость;

 В броне ли, грозный, выступал —

 Бросали смерть перуны;

 Во струны ль арфы ударял —

 Одушевлялись струны…

 О горе! верный конь бежит

 Окровавлен из боя;

 На нем его разбитый щит…

 И нет на нём героя…
Военные историки считают несвоевременную гибель начальника артиллерии причиной сбоев в снабжении батарей боеприпасами. Широко известен приказ Кутайсова по артиллерии накануне Бородинского сражения, который русские артиллеристы исполнили до конца в тот кровавый день:
«Подтвердить от меня во всех ротах, чтобы они с позиций не снимались, пока неприятель не сядет верхом на пушки. Сказать командирам и всем офицерам, что отважно держась на самом близком картечном выстреле, можно только достигнуть того, что неприятелю не уступить ни шагу нашей позиции. Артиллерия должна жертвовать собою; пусть возьмут вас с орудиями, но последний картечный выстрел выпустите в упор, и батарея, которая таким образом будет взята, нанесет неприятелю вред, вполне искупающий потерю орудий»

## Послужной список

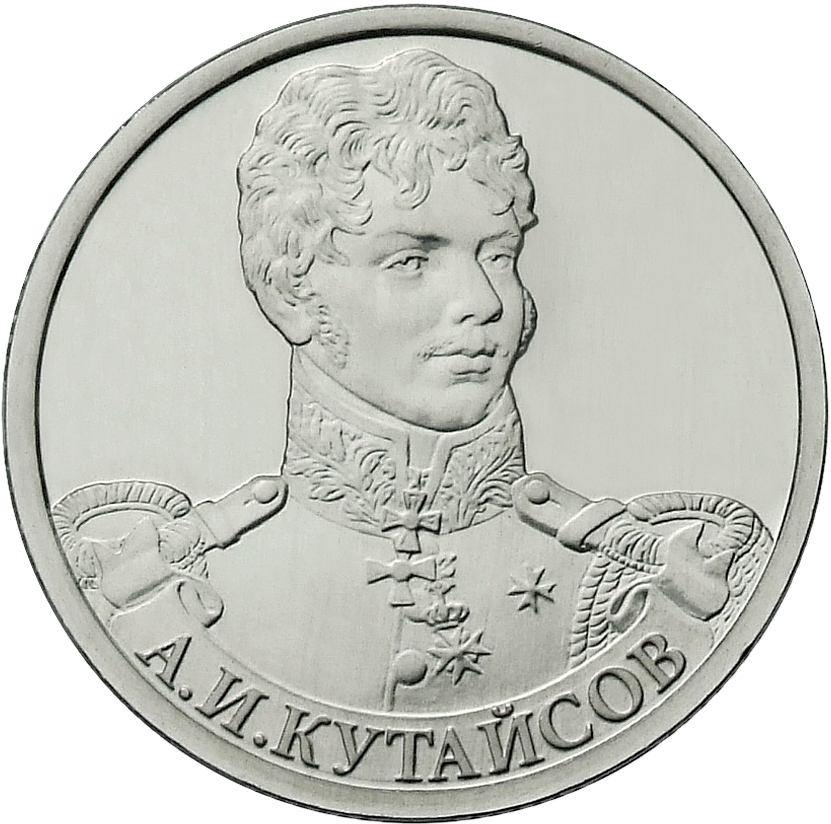
Монета (2 рубля) ЦБ РФ

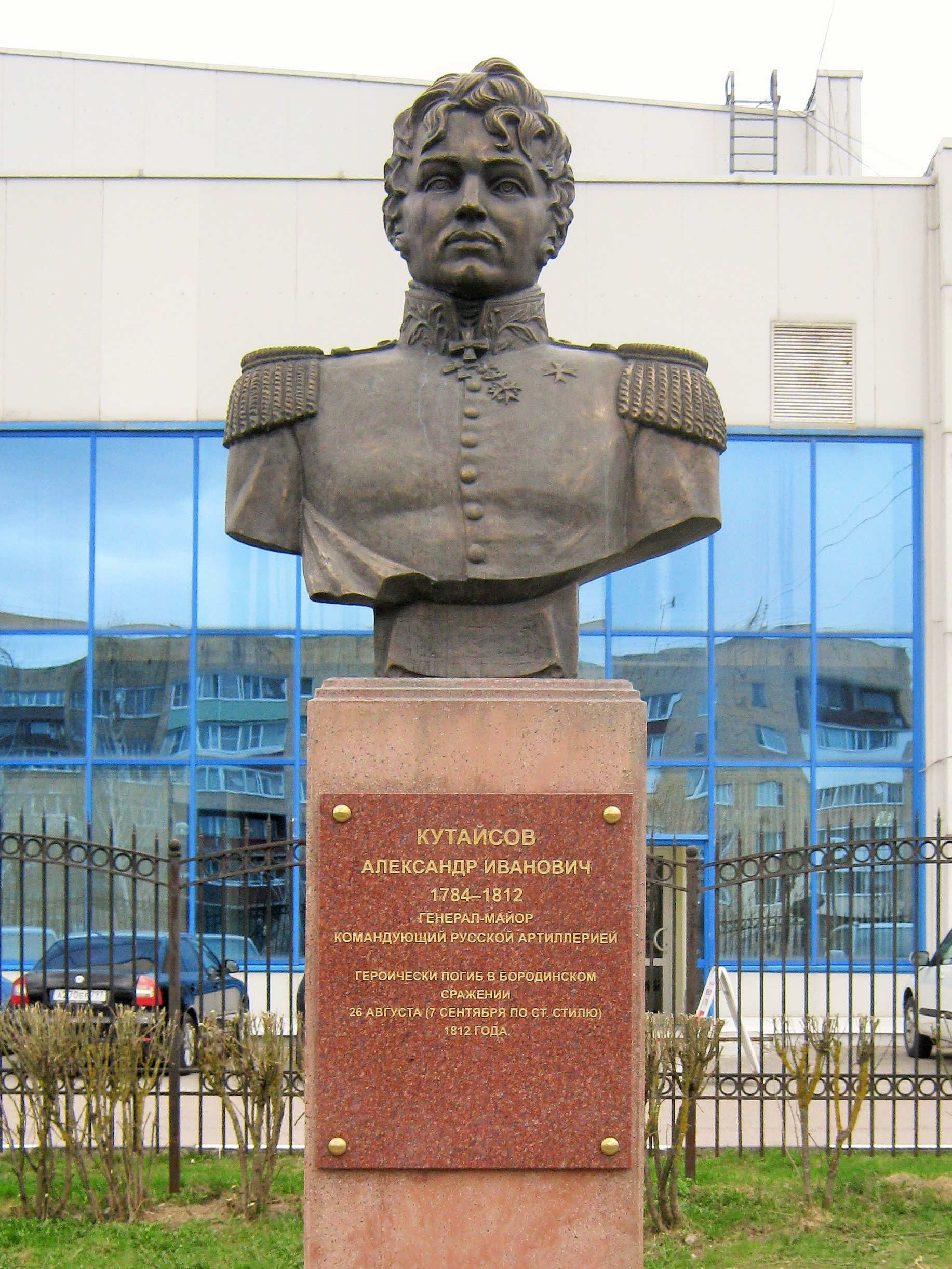
Бюст на аллее Героев в Можайске

- 6 января 1793 год — в службе вице-вахмистром в лейб-гвардии Конном полку.
- 14 декабря 1793 года — вахмистром.
- 1 января 1795 года — сержантом в лейб-гвардии Преображенском полку.
- 1 января 1796 года — капитаном в Великолуцком полку.
- 1 ноября 1796 года — в штате генерал-поручика Голенищева-Кутузова обер-провиантмейстером.
- 6 сентября 1798 года — переведён в провиантский штат генерал-провиантмейстером-лейтенантом.
- 26 января 1799 года — произведён в полковники, в лейб-гвардии Артиллерийский батальон, с назначением к графу Аракчееву инспекторским адъютантом.
- 23 июня 1803 года — определён во 2-й артиллерийский полк.
- 11 сентября 1806 года — высочайшим приказом произведён в генерал-майоры.
- 21 октября 1812 года — исключён из списков убитым в сражении (при с. Бородино).

## Награды
- Орден Святого Георгия 3-го класса (8 апреля 1807 года)
- Орден Святого Владимира 3-й степени (21 декабря 1807 года)
- Орден Святого Иоанна Иерусалимского
- Золотая шпага с надписью «За храбрость» (1808 год)[3]

## Память
Бюст Александра Кутайсова установлен перед домом отдыха «Снегири», выстроенным в советское время на месте родовой усадьбы Кутайсовых «Рождествено».
В 2012 году Центральным банком Российской Федерации была выпущена монета (2 рубля, сталь с никелевым гальваническим покрытием) из серии «Полководцы и герои Отечественной войны 1812 года» с изображением на реверсе портрета генерал-майора А. И. Кутайсова.